# Spórok (Opole)
Spórok [pronunciación en polaco: /ˈspurnɔk/] (en alemán: Carmerau) es un pueblo en el distrito administrativo de Gmina Kolonowskie, dentro del Distrito de Strzelce, Voivodato de Opole, en el sudoeste de Polonia. Se encuentra aproximadamente 8 kilómetros al oeste de Kolonowskie, 15 kilómetros al norte de Strzelce Opolskie, y 25 kilómetros al este de la capital regional, Opole.
Hasta 1945 el área era parte de Alemania (véase Territorios Polacos Recuperados). Desde noviembre del 2008 Spórok también ha usado oficialmente su nombre alemán de preguerra, Carmerau.
El pueblo tiene una población de 667 habitantes. Es el pueblo más pequeño en el gmina.